# Lom Peak
Lom Peak är en bergstopp i Antarktis. Den ligger i Sydshetlandsöarna. Argentina, Chile och Storbritannien gör anspråk på området. Toppen på Lom Peak är 776 meter över havet.
Terrängen runt Lom Peak är kuperad åt sydväst, men åt nordost är den bergig. Havet är nära Lom Peak söderut. Trakten är glest befolkad. Närmaste befolkade plats är St. Kliment Ohridski Base, 9,6 kilometer nordväst om Lom Peak. 